# VI Circoscrizione
La VI Circoscrizione è una suddivisione amministrativa del comune di Palermo.

## Geografia fisica
La circoscrizione si estende nell'area nord-occidentale del capoluogo siciliano. Comprende la porzione della Piana dei Colli più vicina al centro cittadino, dove si trovano le UPL Resuttana e San Lorenzo; e la periferia occidentale fino alle falde del Monte Cuccio, dove sorgono i quartieri di Cruillas e San Giovanni Apostolo, quest'ultimo noto in passato con l'acronimo di C.E.P. (Centro Espansione Periferica). 

## Storia
Il territorio della VI Circoscrizione risultava composto da campagne, in cui tra il XV e il XVIII secolo sorsero diverse borgate. Nella zona occidentale si sviluppò il borgo di Cruillas, che per la sua distanza dal centro urbano mantenne un certo grado di indipendenza. Nella zona settentrionale, che comprende una modesta parte della Piana dei Colli, nacquero le borgate di Resuttana e San Lorenzo, legate all'interesse per la pianura nord da parte della classe aristocratica. 
L'espansione di Palermo nella seconda metà del XX secolo comportò una crescita edilizia notevole nelle aree che circondavano il suo centro storico. Pertanto, le campagne a nord e nord-ovest subirono un massiccio incremento della densità abitativa e le antiche borgate vennero inglobate del tutto nel tessuto urbano.    

## Monumenti e luoghi d'interesse
- Villa Alliata di Pietratagliata
- Villa Niscemi
- Villa Boscogrande
- Santuario alla Madonna del Rosario di Pompei
- Resti punici

## Geografia antropica

### Morfologia

#### Quartieri
- Cruillas-San Giovanni Apostolo
- Resuttana-San Lorenzo

#### Unità di Primo Livello
- San Giovanni Apostolo
- Cruillas
- Resuttana
- San Lorenzo

## Sedi istituzionali
Sede principale:
- via Monte San Calogero, 26.